# 241
El año 241 (CCXLI) fue un año común comenzado en viernes del calendario juliano, en vigor en aquella fecha.
En el Imperio romano el año fue nombrado como el del consulado de Gordiano y Pompeyano o, menos comúnmente, como el 994 Ab urbe condita, siendo su denominación como 241 posterior, de la Edad Media, al establecerse el Anno Domini.

## Acontecimientos

### Por lugar

#### Imperio romano
- Invierno: el emperador Gordiano III llega a Antioquía y prepara con su ejército una ofensiva contra los persas.
- Timesiteo se convierte en Prefecto del Pretorio.

#### Persia
- Shapur I sucede a su padre Ardacher I como rey de Persia.
- La antigua ciudad de Bagram (Afganistán) ha sido abandonada.
- Shapur I anexiona partes del Imperio kushán.

#### Europa
- 1 de noviembre: la batalla de Samhain se libra en Irlanda.

## Nacimientos
- Cao Mao, emperador del Reino de Wei (fecha posible) (m. 260).

## Fallecimientos
- Ardashir I, primer monarca de la dinastía sasánida.
- Zhuge Jin, ministro del Reino de Wu, hermano mayor de Zhuge Liang (n. 174).
- Sun Deng, el hijo mayor de Sun Quan (n. 209).